# فيلوكتيتيس (مسرحية سوفوكليس)
فيلوكتيتيس ( اليونانية القديمة: Φιλοκτήτης ، Philokttēs)  هي مسرحية من تأليف سوفوكليس ( كتب كل من إسخيلوس و يوربيديس المسرحية لكن كتابتهما لم تنجو ) . كتبت المسرحية خلال الحرب البيلوبونيزية . وكانت المسرحية واحدة من التراجيديا ''المأساة''  السبع التي كتبها سوفوكليس . عرضت لأول مرة في مدينة ديونيسيا عام 409 قبل الميلاد , حيث فازت المسرحية بالمركز الأول . تدور أحداث القصة خلال حرب طروادة (بعد معظم أحداث الإلياذة ، ولكن قبل حصان طروادة).وتصف المحاولة التي قام بها نيوبتوليموس وأوديسيوس لإعادة فيلوكتيتيس ( المعاق) - الرامي الرئيسي- إلى طروادة من جزيرة ليمنوس .  

## خلفية عن القصة
عندما كان هرقل على وشك الموت، تمنى أن يُحرق في محرقة جنازة بينما كان لا يزال على قيد الحياة. في مسرحية فيلوكتيتيس  أشار سوفوكليس إلى الأسطورة التي لا يقوم فيها أحد بإشعال محرقة هرقل سوى فيلوكتيتيس . وفي مقابل هذه الخدمة أعطى هرقل قوسه إلى فيلوكتيتيس . غادر فيلوكتيتيس مع اليونانيين للمشاركة في حرب طروادة ، ولكن عضه ثعبان على قدمه أثناء سيره على كرايس ( أرض مقدسة ) . تسببت اللدغة في معاناته المستمرة ، وانبعاث رائحة كريهة. لهذا السبب تركه أوديسيوس وأتريداي (أبناء أتروس) في جزيرة ليمنوس الصحراوية.
مرت عشر سنوات ، وأسر اليونانيون عراف طروادة هيلينوس ، ابن بريام. يتنبأ بأنهم سيحتاجون إلى الرامي الرئيسي فيلوكتيتيس وقوس هرقل للفوز بالحرب. يبحر أوديسيوس إلى جزيرة ليمنوس مع نيوبتوليموس ( ابن أخيل) لجلب فيلوكتيتيس . إن المهمة ليست سهلة , لأن فيلوكتيتس يكره بمرارة أوديسيوس والإغريق لتركه هناك.  

## موجز القصة
تبدأ قصة سوفوكليس بوصولهم إلى الجزيرة ؛ حيث يشرح أوديسيوس لنيوبتوليموس أنه يجب عليه القيام بعمل مخجل من أجل -كسب المجد في المستقبل - أن يأخذ فيلوكتيتس من خلال خداعه بقصة كاذبة بينما يختبئ أوديسيوس.- يصور نيوبتوليموس على أنه فتى شريف - ، ولذا يتطلب الأمر بعض الإقناع لجعله يلعب هذا الدور لكسب ثقة فيلوكتيتيس ، يخدع نيوبتوليموس فيلوكتيتس ليعتقد بأنه يكره أوديسيوس أيضاً .  يقوم بذالك عن طريق إخباره كذبة بأن أوديسيوس لديه درع والده ( أخيل ). أخبر فيلوكتيتيس أن هذا الدرع كان حقه بالولادة ، وأن أوديسيوس لن يتنازل عنه. بعد اكتساب ثقة فيلوكتيتس وتقديم له وسيلة نقل , سمح  لنيوبتوليموس بالنظر إلى قوس هرقل .  
يمسك نيوبتوليموس القوس بينما  فيلوكتيتيس يمر بنوبة لا تطاق من الألم في قدمه. يشعر بالخجل نيوبتوليموس ، يفكر بإعادته إليه. يظهر أوديسيوس، وترتب على ذلك سلسلة من المنازعات . يكتسب ضمير نيوبتوليموس اليد العليا ويعيد القوس . بعد العديد من التهديدات على كلا الجانبين ، يهرب أوديسيوس. ثم يحاول نيوبتوليموس إقناع فيلوكتيتس بالمجيء إلى طروادة بمحض إرادته ، لكن فيلوكتيتيس لا يوافق على ذلك. يوافق في النهاية نيوبتوليموس على إعادة فيلوكتيتيس إلى اليونان، على الرغم من أن ذلك سيعرضه لغضب الجيش. يبدو أن هذا هو ختام المسرحية - ومع ذلك، أثناء مغادرتهم، يظهر هرقل (الآن إله) فوقهم ويخبر فيلوكتيتس أنه إذا ذهب إلى طروادة، فسيتم شفائه و سيفوز الإغريق. يطيع فيلوكتيتس هرقل. المسرحية تنتهي هنا. عندما قاتل فيلوكتيتيس في وقت لاحق في طروادة ، شُفيت قدمه ، وفاز بالمجد ، مما أسفر عن مقتل العديد من أحصنة طروادة (بما في ذلك باريس أمير طروادة ).

## الموضوعات والأفكار
يعتبر مفهوم وجود أفضلية  أخلاقية عالية  جانبًا رئيسيًا في هذه المسرحية. تجعل المسرحية المشاهد يتساءل عما تعنيه الأخلاق لكل شخص. علاوة على ذلك ، فإن المسرحية تجعل المرء يتساءل عن الصراع بين ما هو مناسب للفرد مقابل ما هو مناسب للمجموعة. من الممكن أن هذا الصراع لا يمكن التوفيق فيه. بشكل أكثر تحديدًا ، يمكن للمرء أن يرى هذا الصراع من خلال النظر إلى ما حدث لـ فيلوكتيتس  مقابل ما يحتاجه الإغريق.  يوجد موضوع آخر و هو الصدمة .- وهو يعاني فيلوكتيتيس من جروح لا تلتئم -. علاوة على ذلك ، فإن معاناة فيلوكتيتيس هي الآن ما يميزه ومع ذلك يتظاهر نيوبتوليموس  بأنه لا يعرف فيلوكتيتيس في البداية. بعبارة أخرى ، يجب على الأقل أن تجعله معاناة فيلوكتيتيس معروفًا ، لكن يبدو الأمر كما لو أن قصته قد ماتت.

## أعمال معاصرة مستوحاة
مشروع مسرح الحرب
المقال الرئيسي: مشروع مسرح الحرب
تمت الإشارة مرارًا إلى قصة فيلوكتيتيس ، التي تتعامل مع الرجل الجريح والعلاقات المتشابكة مع الآخرين. بدأ الكاتب والمخرج برايان دويريس في عام 2005 سلسلة من القراءات للمسرحية في منطقة مدينة نيويورك ، مشيرًا إلى ردود فعل الجمهور على القراءة ، خاصة فيما يتعلق بردود فعل أفراد الجمهور على تفاعل الجندي المعذب و. مقدم الرعاية المتضارب.  يدور المشروع حول تقديم مثل هذه القراءات ، خاصة لجمهور مكون من الأطباء  والطلاب. أعقب عدد من القراءات حلقة نقاش حول العلاقات بين الطبيب والمريض ، شارك فيها مقدمو العروض في الطب النفسي والأطباء العسكرين .
تم توسيع المفهوم أيضًا ليشمل تدريب طلاب الطب ، مثل تقديم عرض  إلى فصل الطب في السنة الأولى في كلية طب وايل بجامعة كورنيل في عام 2007 م.
  قدم أربعة ممثلين من نيويورك قراءة درامية لفيلوكتيتيس و اياكس في عام 2008 م ( مسرحية أخرى لسوفوكليس) .
في مؤتمر مخصص لإيجاد طرق جديدة لمساعدة مشاة البحرية الأمريكية على التعافي  من اضطراب ما بعد الصدمة والاضطرابات الأخرى بسبب خدمتهم  في العراق أو أفغانستان.  
أعمال مستوحاة خيالية  
- شخصيات فيلوكتيتيس أخرى في رواية " مغامرات تيليماتشوس ابن يوليسيس"  ( 1699) بواسطة فرانسوا فنلون.
- " العلاج في تروي " بواسطة شيموس هيني - استنادًا إلى مسرحية فيلوكتيتيس .
- " أرض محايدة "  بواسطة - توم ستوبارد - , مقتبسة بشكل جزئي على مسرحية فيلوكتيتيس ( كما هو مذكور في مقدمة المسرحيات التلفزيونية ستوبارد المجمعة).
- " الرجل في المتاهة " - لروبرت سيلفربيرغ -، إعادة سرد المسرحية في لغة خيالية علمية.
- " قوس هرقل " ( مسرحية قصيرة )- بواسطة-  مادلين ميلر .
- أمستردام الجديدة (مسلسل تلفزيوني 2018) الموسم 2 الحلقة 7 2019 حلقة " جنود جيدون" .
- " الفردوس " بواسطة كاي تيمبيست ، تم أداؤها في المسرح الملكي الوطني في لندن عام 2021.

## الترجمات
- توماس فرانكلين ، 1759 - الآية: نص كامل
- ريتشارد سي جيب ، 1904 - نثر: نص كامل

## روابط خارجية
- فيلوكتيتيس في مكتبة فرساوس الرقمية
- مسرح الحرب - قراءات ومناقشات من فيلوكتيتس
- كتاب صوتي للمجال العام في LibriVox